# Hoogheemraadschap van Schieland en de Krimpenerwaard
Het hoogheemraadschap van Schieland en de Krimpenerwaard is een waterschap in de Nederlandse provincie Zuid-Holland. Het beheersgebied van Schieland en de Krimpenerwaard ligt globaal gezien tussen Rotterdam, Schoonhoven en Zoetermeer. Het herbergt een combinatie van stedelijk en landelijk gebied. Het gebied kenmerkt zich door de aanwezigheid van veel polders. Het waterschap is gevestigd in Rotterdam.

## Geschiedenis
Het waterschap is op 1 januari 2005 ontstaan uit een fusie tussen het hoogheemraadschap van Schieland, het hoogheemraadschap van de Krimpenerwaard en een deel van het Zuiveringschap Hollandse Eilanden en Waarden. 

## Statistieken
Kenmerken van het gebied:
- Grootte: 35.744 ha;
- Inwoners: 637.718, verdeeld over 9 gemeenten (waarvan een aantal gedeeltelijk);
- Woonruimten: 285.000;
- Rivierdijken: 71 km;
- Overige dijken: 340 km;
- Sloten: 6081 km;
- Gemalen: 70;
- Afvalwaterzuiveringinstallaties: 9;
- Verharde wegen: 117 km (alleen in de Krimpenerwaard);
- Fietspaden: 41 km (alleen in de Krimpenerwaard);
- Onverharde wegen en paden: 17 km (alleen in de Krimpenerwaard).

De historische archieven hebben betrekking op de voormalige waterschappen. Het hoogheemraadschap van Schieland werd in de 13e eeuw opgericht. In de loop der eeuwen zijn echter veel archiefstukken verdwenen. In de inventaris Oud Archief Schieland 1299-1954 en de trefwoordenindex kan men zien welke archiefstukken kunnen worden ingezien in het kantoor (Een overzicht van beide stukken treft u aan op de website van het waterschap). Er zijn ook polderarchieven van de polders Zestienhoven, Berg en Broek, Prins Alexander, enzovoorts.